# Добриновецька сільська рада
Добринове́цька сільська́ ра́да — адміністративно-територіальна одиниця та орган місцевого самоврядування в Заставнівському районі Чернівецької області. Адміністративний центр — село Добринівці.

## Загальні відомості
- Населення ради: 1 528 осіб (станом на 2001 рік)

## Населені пункти
Сільській раді були підпорядковані населені пункти:
- с. Добринівці

## Склад ради
Рада складалася з 15 депутатів та голови.
- Голова ради: Лаврін Валерій Панасович
- Секретар ради: Рябко Ганна Василівна

### Керівний склад попередніх скликань
| Прізвище, ім'я, по батькові | Основні відомості                                                 | Дата обрання | Дата звільнення |
| --------------------------- | ----------------------------------------------------------------- | ------------ | --------------- |
| Лаврін Валерій Панасович    | Сільський голова, 1956 року народження, освіта вища, безпартійний | 26.03.2006   | 31.10.2010      |
| Лаврін Валерій Панасович    | Сільський голова, 1956 року народження, освіта вища, безпартійний | 31.10.2010   |                 |

Примітка: таблиця складена за даними сайту Верховної Ради України

### Депутати
За результатами місцевих виборів 2010 року депутатами ради стали:

#### За суб'єктами висування
| Суб'єкт висування | Кількість обраних депутатів | %   |
| ----------------- | --------------------------- | --- |
| Самовисування     | 16                          | 100 |

#### За округами
| № округу | Прізвище, ім'я, по батькові      | Дата визнання обраним | Освіта             | Партійна приналежність | Відомості про обраного депутата                                             |
| -------- | -------------------------------- | --------------------- | ------------------ | ---------------------- | --------------------------------------------------------------------------- |
| 1        | Вакарюк Ольга Олексіївна         | 02.11.2010            | середня спеціальна | позапартійна           | Добриновецька сільська рада, діловод                                        |
| 2        | Горевич Ганна Василівна          | 02.11.2010            | середня спеціальна | позапартійна           | відділ зв'язку с. Добринівці, начальник                                     |
| 3        | Горевич Радислав Григорович      | 02.11.2010            | вища               | позапартійний          | Чорнівське лісництво, технік-лісник                                         |
| 4        | Дарійчук Алла Іванівна           | 02.11.2010            | вища               | позапартійна           | Добриновецький НВК, вчитель                                                 |
| 5        | Дарійчук Галина Юріївна          | 02.11.2010            | середня спеціальна | позапартійна           | тимчасово не працює                                                         |
| 6        | Дробот Ольга Василівна           | 02.11.2010            | середня спеціальна | позапартійна           | тимчасово не працює                                                         |
| 7        | Кадубянська Ганна Маноліївна     | 23.01.2011            | середня спеціальна | позапартійна           | тимчасово не працює                                                         |
| 8        | Мензелевська Ольга Панасівна     | 02.11.2010            | середня спеціальна | позапартійна           | Добриновецька сільська рада, робітниця                                      |
| 9        | Мензелевський Олександр Павлович | 02.11.2010            | середня спеціальна | позапартійний          | ВАТ «Укртелеком» м. Заставна, електромонтер зв'язку                         |
| 10       | Музика Михайло Васильович        | 02.11.2010            | вища               | позапартійний          | с. Добринівці, с. Чорний Потік, священик                                    |
| 11       | Новак Руслан Панасович           | 02.11.2010            | вища               | позапартійний          | УМВС м. Заставна, заступник начальника                                      |
| 12       | Роговик Ганна Маноліївна         | 02.11.2010            | вища               | позапартійна           | Добриновецька сільська рада, головний бухгалтер                             |
| 13       | Рябко Ганна Василівна            | 02.11.2010            | вища               | позапартійна           | Добриновецька сільська рада, секретар виконавчого комітету                  |
| 14       | Рябко Марія Георгіївна           | 02.11.2010            | вища               | позапартійна           | загальноосвітня школа с. Добринівці, вчитель української мови та літератури |
| 15       | Чорновола Марія Іллівна          | 02.11.2010            | вища               | позапартійна           | загальноосвітня школа с. Добринівці, вчитель німецької мови                 |
| 16       | Шикирюк Євгеній Дмитрович        | 02.11.2010            | середня спеціальна | позапартійний          | ДП «Універсал» м. Чернівці, завідувач складу                                |

## Населення
Згідно з переписом УРСР 1989 року чисельність наявного населення сільської ради становила 1596 осіб, з яких 726 чоловіків та 870 жінок.
За переписом населення України 2001 року в сільській раді мешкало 1527 осіб.

### Мова
Розподіл населення за рідною мовою за даними перепису 2001 року:
| Мова       | Відсоток |
| ---------- | -------- |
| українська | 99,35 %  |
| російська  | 0,59 %   |
| румунська  | 0,07 %   |